# Aureliusz Borkowski
Aureliusz Ludwik Borkowski OFM (ur. 25 sierpnia 1887 w Sochocinie, zm. 16 lipca 1970 w Jerozolimie) – franciszkanin, prawnik, prosekretarz Kustodii Ziemi Świętej w latach 1927–1957.

## Biografia
Ludwik Borkowski urodził się w Sochocinie w powiecie płońskim 25 sierpnia 1887 roku. Rodzice Walenty i Józefa zd. Sadowska. Po ukończeniu szkoły powszechnej w Sochocinie, w 1902 roku wyjechał do Palestyny, gdzie rozpoczął naukę w kolegium prowadzonym przez franciszkanów w Al-Kubajbie pod Jerozolimą. W 1905 roku wstąpił do Zakonu Braci Mniejszych w Kustodii Ziemi Świętej. Nowicjat odbył w klasztorze w Nazarecie, pierwsze śluby zakonne składając 15 lutego 1906 roku. W zakonie przybrał imię Aureliusz. Studia filozoficzno-teologiczne odbył w seminariach kustodii, najpierw w Betlejem, a następnie w Jerozolimskim Studium Teologicznym w klasztorze Najświętszego Zbawiciela. Śluby wieczyste złożył 19 marca 1909 roku, zaś święcenia prezbiteratu przyjął 21 grudnia 1912 roku.
W latach 1913–1921 mieszkał w komisariacie kustodii w Waszyngtonie, gdzie redagował polską edycję periodyku „Kalendarz Krzyżowca”. W latach 1915–1918 doktoryzował się z prawa kanonicznego na Katolickim Uniwersytecie Ameryki. Po powrocie do Jerozolimy prowadził wykłady z prawa w studium teologicznym w roku akademickim 1923–1924. W 1923 roku został mianowany prosekretarzem Kustodii Ziemi Świętej. Urząd ten pełnił do 1957 roku. Ojciec Borkowski aktywnie uczestniczył w życiu palestyńskiej Polonii, służył jako przewodnik po miejscach świętych. Tłumaczył i opracowywał publikacje w języku polskim, m.in. Przewodnik po Ziemi Świętej w 1934 roku, wznowiony w 1942 roku z myślą o stacjonujących w Ziemi Świętej żołnierzach Andersa. Publikował również na łamach włoskojęzycznej „La Terra Santa”. Zbierając wśród Polaków ofiary, udało mu się wesprzeć budowę nowej Bazyliki Zwiastowania w Nazarecie. Z jego inicjatywy powstała majolika z Matką Boską Częstochowską. Borkowski przyczynił się również do powstania dużej mozaiki Ego sum w Bazylice Getsemani oraz różnojęzycznych tablic z tekstem Magnificat w Sanktuarium Nawiedzenia św. Elżbiety w En Kerem.
Ojciec Borkowski zmarł w Jerozolimie 16 lipca 1970 roku.

## Wybrana bibliografia zakonnika
- Franciszek Cassilly: Czem ja będę? Rady i wskazówki dla młodzieży katolickiej. Aureliusz Borkowski (tłum.). Washington D.C.: 1918. OCLC 830148668. Brak numerów stron w książce (uzupełnienia)
- De Confraternitatibus Ecclesiasticis. Washington D.C.: Catholic University of America Press, 1918. (łac.). Brak numerów stron w książce (pars disseratiionis)
- Przewodnik po Ziemi Świętej. Jerozolima: Kustodia Ziemi Świętej, 1934. OCLC 899796942. Brak numerów stron w książce
- Cesare Angelini: Żywot Pana Jezusa dla dziatwy i młodzieży. Aureliusz Borkowski (tłum.). Jerozolima: Kustodia Ziemi Świętej, 1936. OCLC 830474850. Brak numerów stron w książce (opracowanie i rysunki)
- Przewodnik po Istanbule i Atenach. Jerozolima: Kustodia Ziemi Świętej, 1938. OCLC 839028562. Brak numerów stron w książce
- Grób Chrystusa Pana i Kalwaria. Jerozolima: 1942. OCLC 830160819. Brak numerów stron w książce
- Czuwajcie i wytrwajcie. Pulaski: Franciscan Publishers, 1966. OCLC 69449105. Brak numerów stron w książce

## Upamiętnienie
Postać o. Borkowskiego została wspomniana w Gasnących ogniach przez Ferdynanda Ossendowskiego. Zakonnika wspomniał również Wacław Flisiński w Od łagrów Komi do winnic Italii: dziennik wojenny.